# Gare de Nogent-le-Rotrou
Pour les articles homonymes, voir Gare de Nogent.
La gare de Nogent-le-Rotrou est une gare ferroviaire française de la ligne de Paris-Montparnasse à Brest, située sur le territoire de la commune de Nogent-le-Rotrou, dans le département d'Eure-et-Loir, en région Centre-Val de Loire.
C'est une gare de la Société nationale des chemins de fer français (SNCF) desservie par les trains des réseaux TER Pays de la Loire et TER Centre-Val de Loire.

## Situation ferroviaire

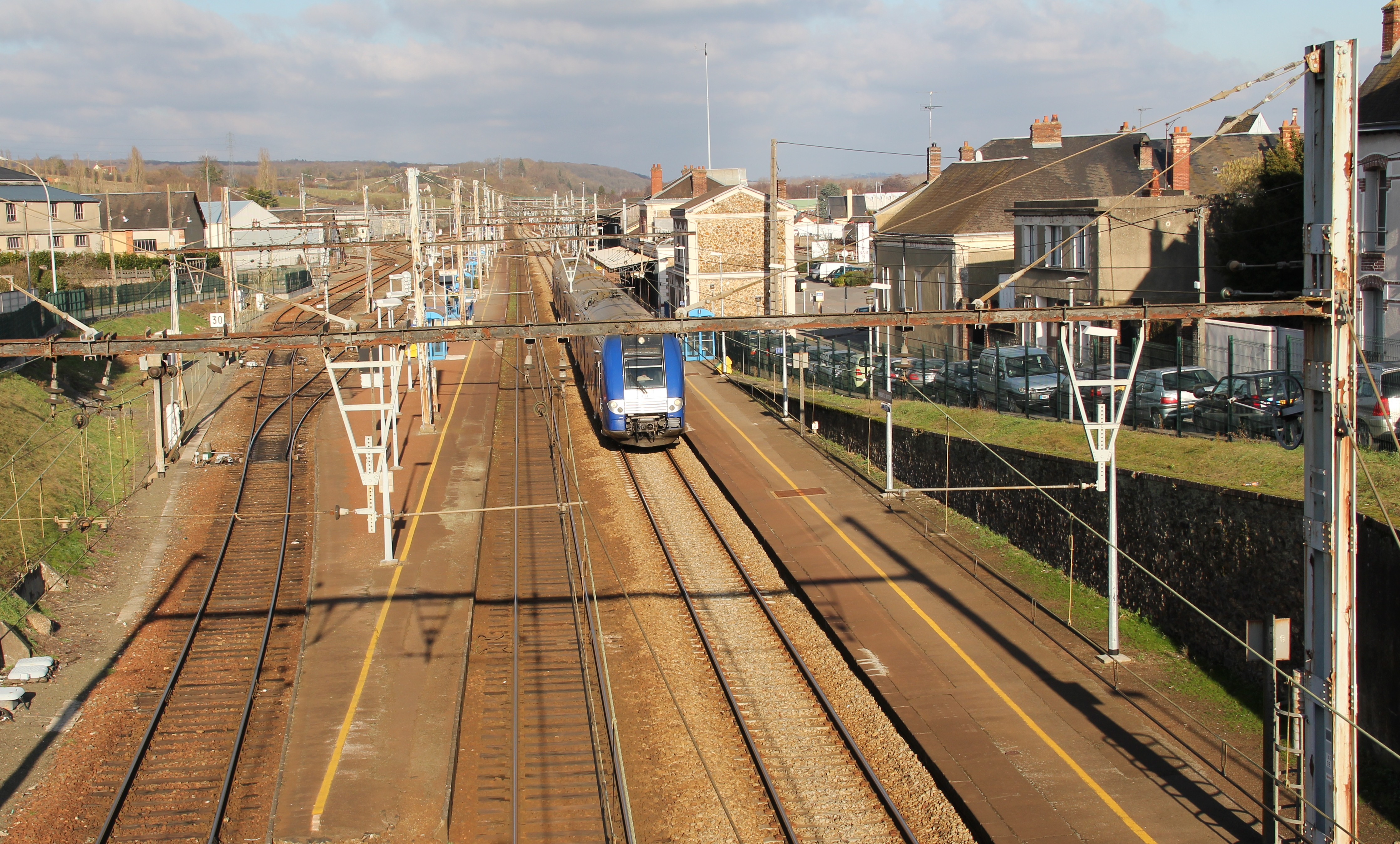
Train TER 2N NG à quai.

Établie à 109 m d'altitude, la gare de Nogent-le-Rotrou est située au point kilométrique (PK) 148,113 de la ligne de Paris-Montparnasse à Brest, entre les gares ouvertes de Condé-sur-Huisne et Le Theil - La Rouge.
Jusqu'à sa fermeture en 1935, une ligne de tramway reliait la gare à celles de Brou puis Bonneval.
Avant le déclassement de la ligne en 1954, la gare était aussi le terminus de la ligne d'Arrou à Nogent-le-Rotrou.

## Histoire
Elle est mise en service en mai 1857 avec l'ouverture de la voie entre la gare de Chartres et la gare de Rennes.

## Fréquentation
De 2015 à 2022, selon les estimations de la SNCF, la fréquentation annuelle de la gare s'élève aux nombres indiqués dans le tableau ci-dessous.
| Année                      | 2015    | 2016    | 2017    | 2018    | 2019    | 2020    | 2021    | 2022    | 2023    |
| -------------------------- | ------- | ------- | ------- | ------- | ------- | ------- | ------- | ------- | ------- |
| Voyageurs                  | 446 280 | 429 097 | 432 215 | 411 036 | 477 607 | 376 474 | 481 269 | 621 369 | 611 628 |
| Voyageurs et non voyageurs | 518 930 | 498 950 | 502 575 | 477 949 | 555 357 | 437 760 | 559 615 | 722 522 | 711 196 |

## Service des voyageurs

### Accueil
Elle est équipée d'un quai central et d'un quai latéral qui sont encadrés par trois voies, ainsi que de voies de service. Le changement de quai se fait par un passage souterrain.
En 2020, des travaux pour améliorer l'accessibilité des voies et des trains sont entrepris afin de rehausser les quais, rénover le souterrain, moderniser l'éclairage et installer deux ascenseurs. L'objectif est notamment de faciliter l'accès aux 1 000 navetteurs journaliers.

### Dessertes

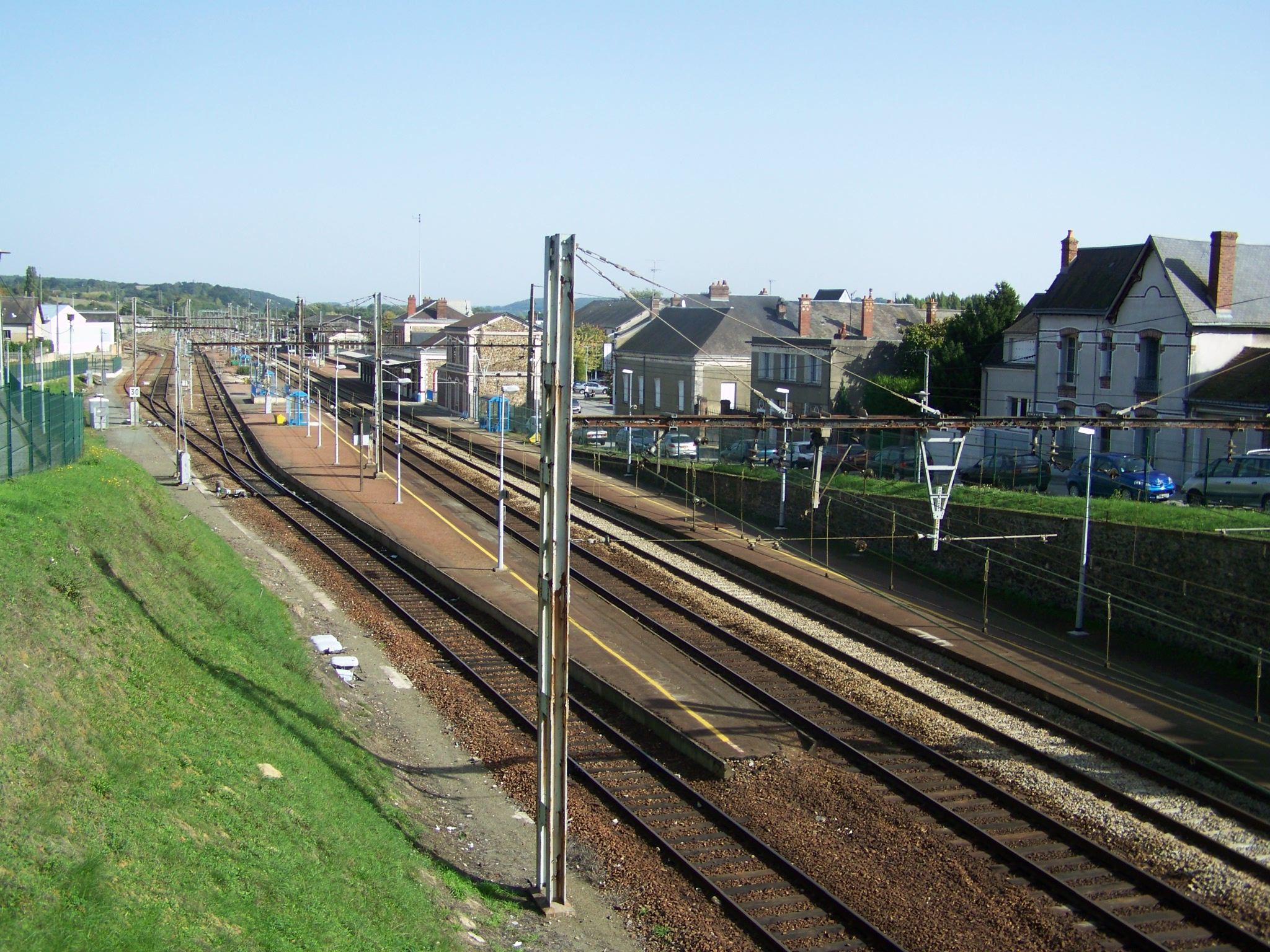
Les quais et voies.

La gare est desservie par les trains des réseaux TER Centre-Val de Loire et TER Pays de la Loire circulant entre Paris-Montparnasse, Chartres, Nogent-le-Rotrou et Le Mans. Au-delà de cette gare, vers Paris, la desserte est conventionnée par la région Centre-Val de Loire. Vers Le Mans, la desserte est conventionnée par la région Pays de la Loire. Chaque jour de semaine, l'offre se décompose comme suit :
- 9 allers entre Paris et Le Mans et 11 retours (trains semi-directs) ;
- 3 allers-retours entre Paris-Montparnasse et Nogent-le-Rotrou (en pointe uniquement, omnibus entre Chartres et Nogent-le-Rotrou) ;
- 4 allers-retours entre Chartres et Nogent-le-Rotrou (omnibus pour la plupart) ;
- 1 aller-retour entre Chartres et Le Mans (omnibus) ;
- 6 allers entre Le Mans et Nogent-le-Rotrou et 7 retours (omnibus pour la plupart).

Le temps de trajet pour les trains semi-directs est d'environ 35 minutes depuis Le Mans ou depuis Chartres et 1 heure 40 minutes depuis Paris-Montparnasse.

### Intermodalité
La gare est desservie par les lignes 9, 44 et 403  du réseau Transbeauce, les lignes 70 et 71 du réseau Cap'Orne et par le réseau Nobus.

## Service des marchandises
Cette gare est ouverte au trafic du fret.

## Galerie de photographies

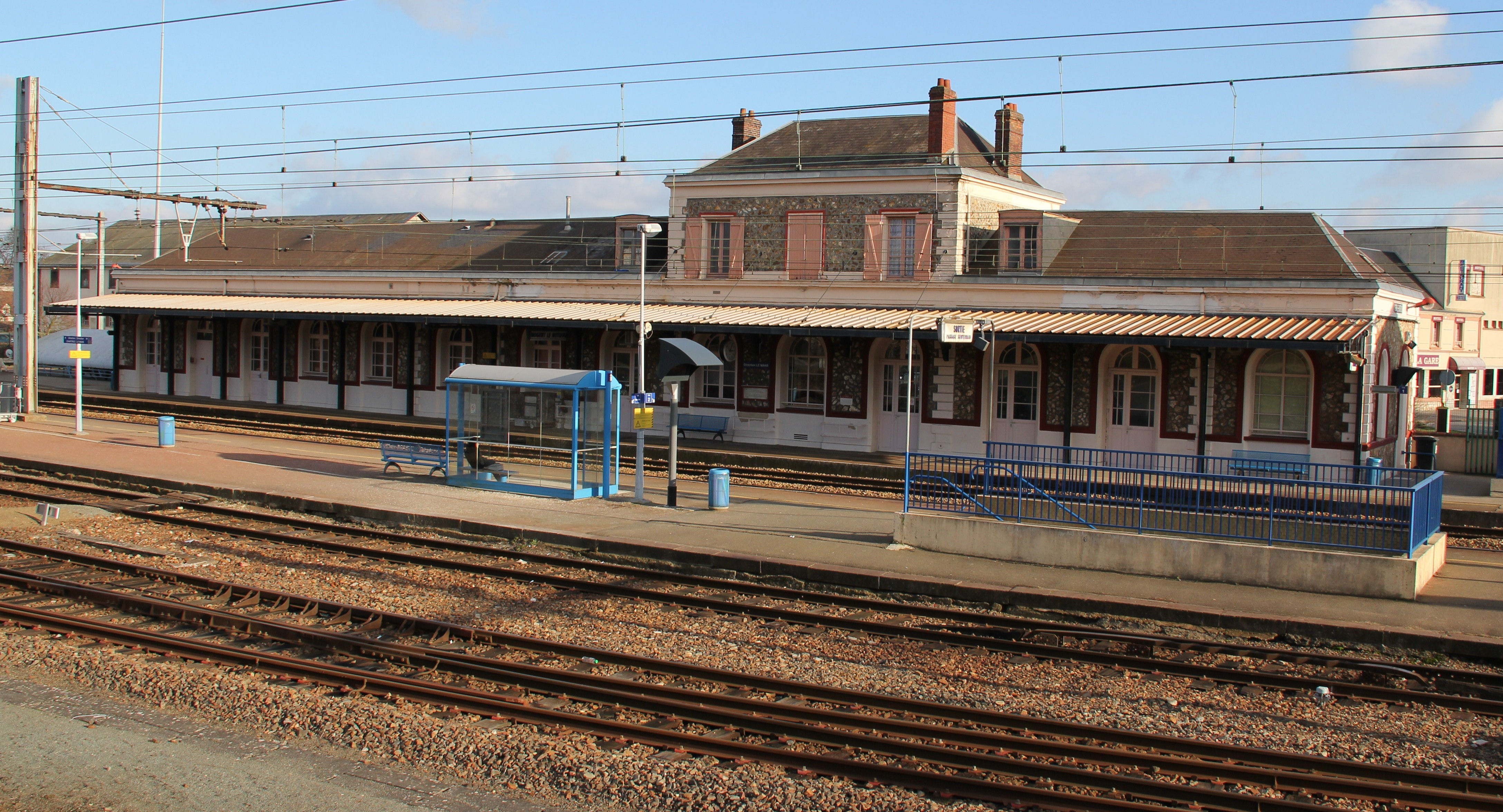
Le bâtiment voyageurs.
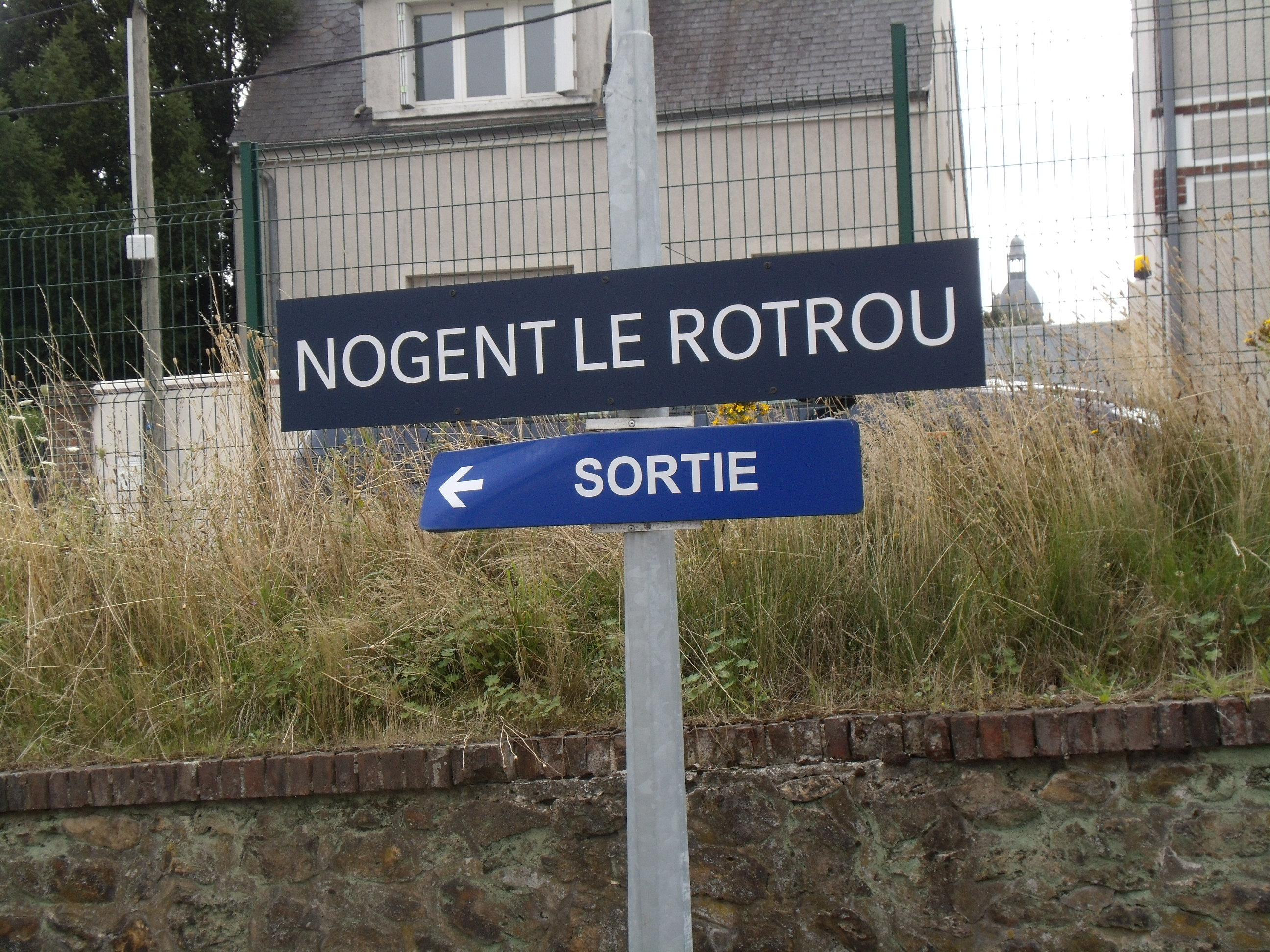
Panneau indiquant le nom de la gare.
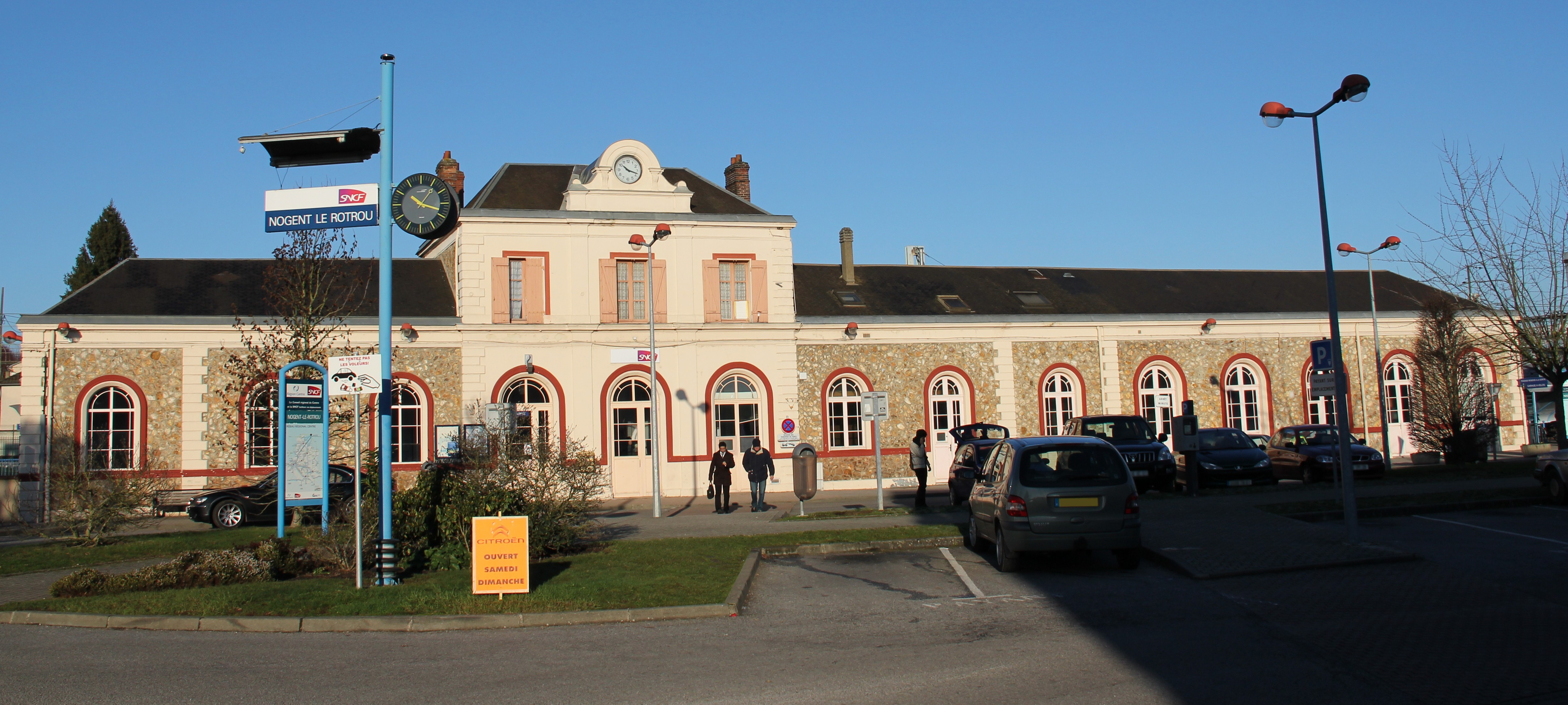
La place de la gare.
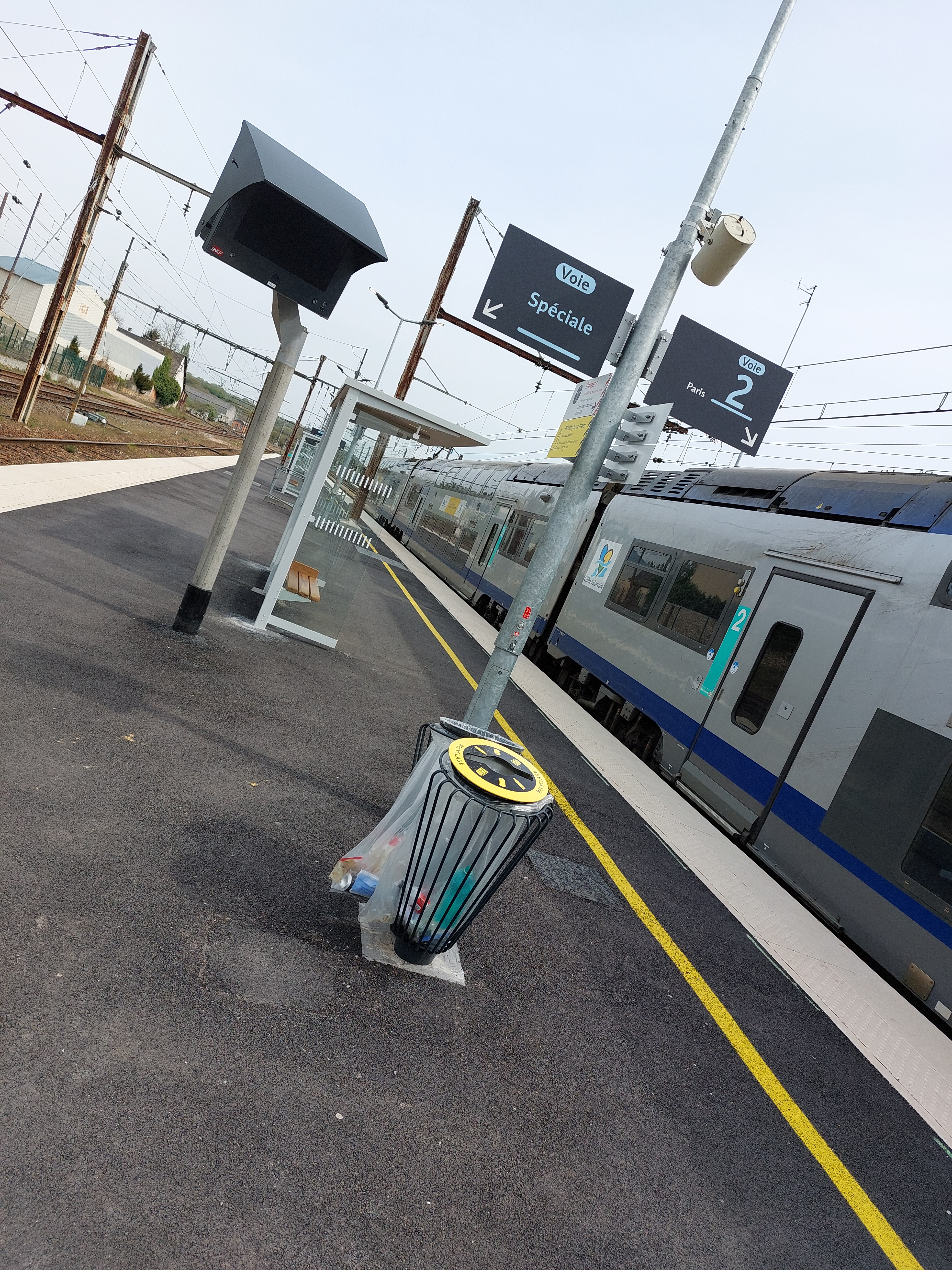
Quai n°2 après rénovation.
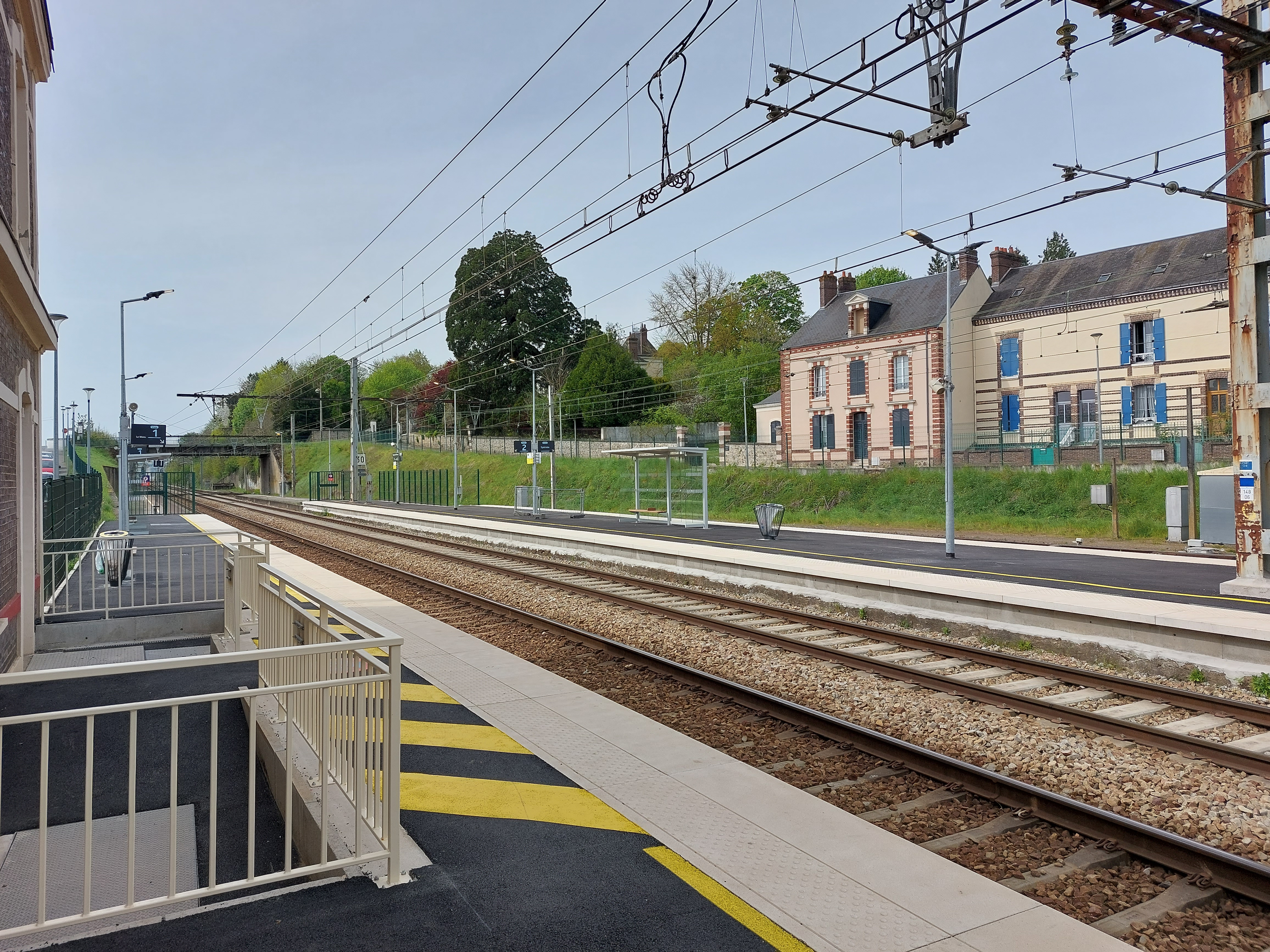
Quai n°1 après rénovation.
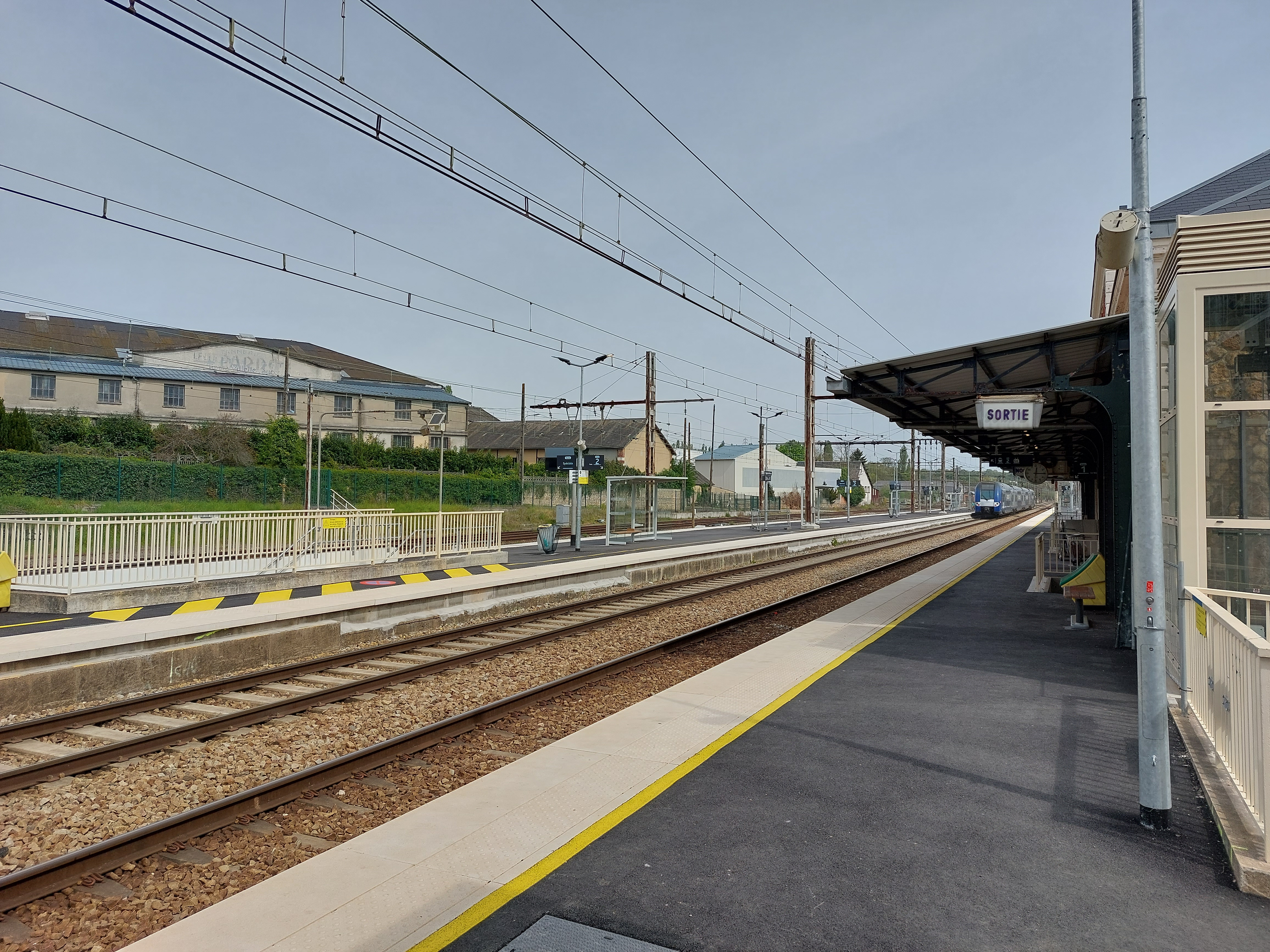
Quai n°1 après rénovation.